# Alfabeto

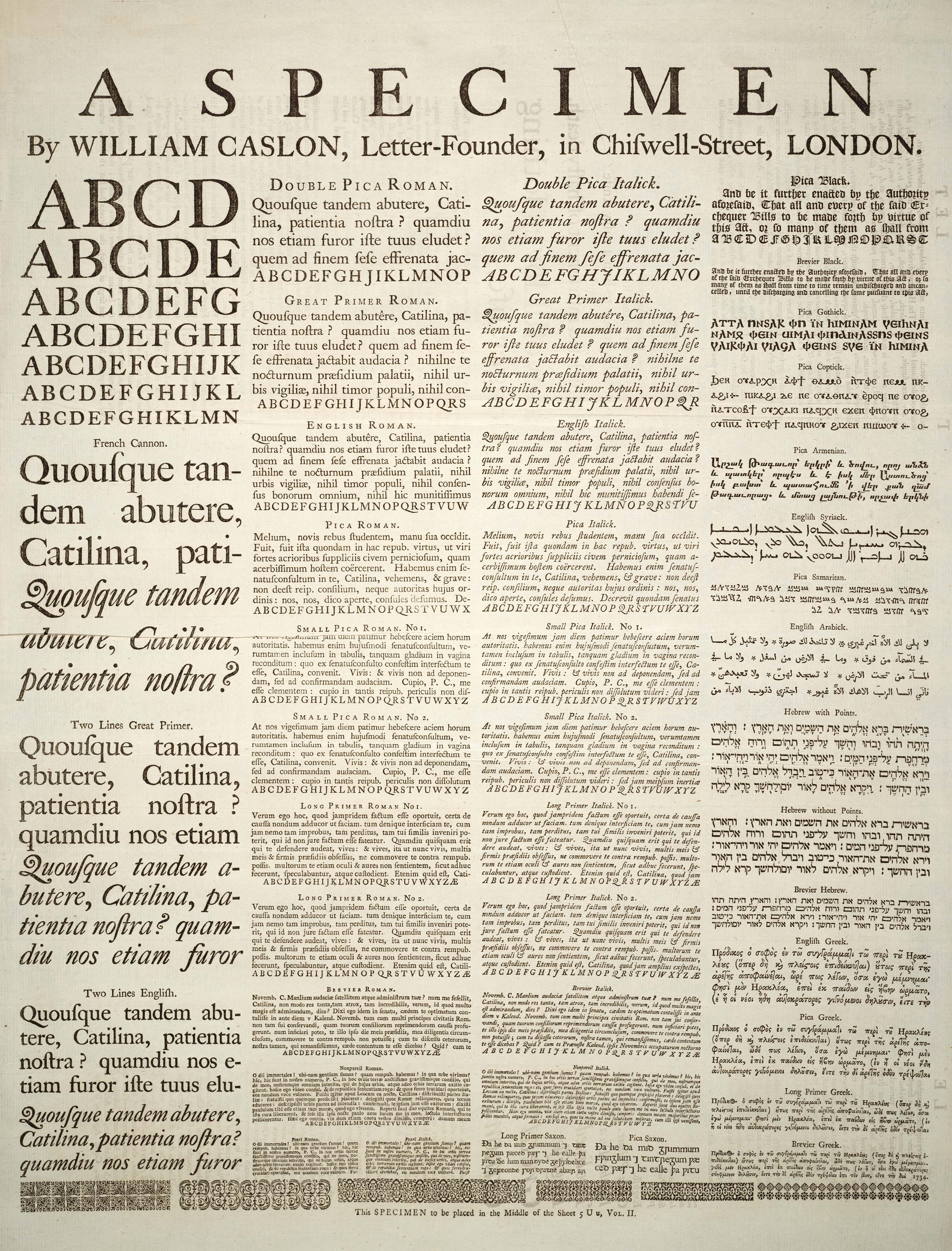
A Specimen de impresso de fontes e idiomas, de William Caslon, de 1728

Alfabeto ou Abecedário é uma forma de escrita de signos e significados classificada como "segmental", pois possui grafemas que representam fonemas (unidade básica de som) de uma língua, podendo ser classificada também como uma escrita fonética, pois procura representar os fonemas por um determinado signo.
A palavra é de origem grega (alphabetos), através do latim (alphabetum), constituída pelas duas primeiras letras do alfabeto grego (alfa e beta, correspondentes às nossas letras A e B, respectivamente), e significa um conjunto de letras mas não são usadas para escrever.
Apesar de ter se tornado comum o termo alfabeto por alfa e beta, o idioma fenício séculos antes já trazia Alef e Bet, as duas primeiras letras. O alfabeto tem uma ordem que se emprega por exemplo, para a ordenação em dicionários e enciclopédias em papel, ou em listas de coisas.
O alfabeto em uso na língua portuguesa é o alfabeto latino, do qual se usam 26 letras:
Alfabeto:
A – B – C – D – E – F – G – H – I – J – K – L – M – N – O – P – Q – R – S – T – U – V – W – X – Y – Z

## Etimologia
Em português, a etimologia da palavra "alfabeto" está muito clara, procedendo do grego "alfa+beta". Porém, o termo ab ou ib foi usado também pelos hebreus para denominar a divindade máxima da religião monoteísta, Deus. Segundo esta etimologia  ab são as duas primeiras letras do alfabeto hebraico e grego, respectivamente: a = aleph e alpha ou no hebraico pai; e b = bet e beta ou no hebraico útero ou casa do pão e é uma palavra feminina. A união destas compõe a própria palavra alfabeto ou A Palavra, a Verdade, ou o Verbo, segundo a Bíblia, ou o próprio Deus  ou, dentro desta concepção hebraica, pai e mãe. Casa do pão, Bethlehem.
Segundo a religião egípcia, a parte mais importante da alma egípcia era o Ab ou Ib (jb) ou coração. O Ib, ou coração metafísico, era concebido como uma gota do coração da mãe para a criança durante a concepção. Achados arqueológicos retratam esta concepção com a imagem de uma pessoa que é encaminhada pela deusa Maat após a morte para a pesagem das almas. A deusa Maat é a deusa da Justiça e do Equilíbrio  e maat significa Verdade.

## História
É impossível determinar a verdadeira exatidão da data de surgimento do alfabeto.
Segundo o historiador romano Tácito, quem primeiro simbolizou as ideias foram os egípcios, utilizando figuras de animais; estes registros ainda podem ser vistos na pedra.
Os egípcios reivindicavam a invenção do alfabeto, que os fenícios haviam introduzido na Grécia Antiga. Porém no começo de 900 a.C., os gregos adotaram o alfabeto fenício e que ainda é utilizado até hoje. Sendo mais que provável que todos os alfabetos europeus tenham se originado do alfabeto fenício. De acordo com a tradição, o alfabeto fenício foi introduzido nas cidades-estado gregas por Cadmo, quando visitou a Grécia com sua frota de fenícios, e ensinou esta arte a um povo que ainda era bárbaro. Outras tradições atribuem o alfabeto grego a Cécrope de Atenas, Lino de Tebas, ou mesmo Palamedes de Argos, quando retornou da Guerra de Troia, que desenhou as formas de dezesseis letras. Simonides, mais tarde, teria introduzido as outras letras.
O alfabeto latino, adotado em boa parte da Europa, teve como origem o alfabeto etrusco que, por sua vez, teve sua origem no alfabeto grego. Os etruscos aprenderam o alfabeto grego de Demarato de Corinto e os arborígenes do árcade Evandro. Assim, as letras do alfabeto latino tem a mesma forma das letras do alfabeto grego mais antigo.
As 21 consoantes do alfabeto latino usadas por grande parte das línguas foram criadas pelos antigos fenícios, e as vogais foram criadas posteriormente pelos gregos por volta do século IV a.C. para facilitar seu uso na escrita e composição de palavras novas. O alfabeto latino, inicialmente, tinha menos letras, que foram sendo incluídas com o tempo. O Imperador Cláudio acrescentou mais três letras ao alfabeto; estas letras, porém, caíram em desuso, tendo como evidência apenas algumas placas de bronze.
A ordem das letras foi determinada pelos fenícios, ao que se crê, aleatoriamente. As letras foram inspiradas nas palavras egípcias, representando o fonema e não a ideia, como era nos hieroglifos. Assim os fenícios usaram os hieroglifos que representavam , por exemplo, boi (aleph) para indicar o fonema "a".
O alfabeto latino possuía 21 letras até até o século XVI, quando o francês Pierre Ramée criou as novas letras V, W e J.

## Principais alfabetos

### Alfabeto latino
Também conhecido como alfabeto romano, é o sistema de escrita alfabética atualmente mais utilizado no mundo. Foi o sistema de escrita usado pelos antigos romanos para escreverem em Latim (daí o nome "latino"). Também é utilizado para escrever a língua portuguesa e a maioria das línguas da Europa ocidental e central e das áreas colonizadas por europeus. Ao longo dos séculos XIX e XX, o alfabeto latino tornou-se também o alfabeto preferencialmente adotado por várias outras línguas, em especial pelas línguas indígenas de zonas colonizadas por europeus que não tinham sistemas de escrita próprios. O alfabeto latino, utilizado pelos romanos a partir do século VII a.C., derivou do alfabeto etrusco, que por sua vez evoluiu a partir do alfabeto grego. Das 26 letras etruscas, os romanos adotaram 20: A, B, C, D, E, Z, H, I, K, L, M, N, O, P, Q, R, S, T, V, X. Depois de alguns séculos, foram inseridas gradualmente as demais letras.

### Alfabeto grego
O alfabeto utilizado na Língua grega foi desenvolvido em torno do século IX a.C., sendo utilizado até os dias de hoje, tanto no grego moderno como também na matemática, física e astronomia.
O alfabeto grego foi escrito mediante um silabário, utilizado em Creta e em zonas da Grécia continental entre os séculos XVI a.C. e XII a.C. é conhecido como linear B. O Grego que reproduz tem semelhanças com uma versão passada dos dialetos Arcado-cipriota e Jónico-ático, dos quais provavelmente é antepassado. É conhecido habitualmente como grego micênico.
Acredita-se que o alfabeto grego deriva de uma variante do semítico, introduzido na Grécia pelos fenícios. Dado que o alfabeto semérico não necessita de notar as vogais, ao contrário da língua grega e outras da família indo-europeia, como o latim e em consequência o português, os gregos adaptaram alguns símbolos fenícios sem valor fonético em grego para representar as vogais. Este fato pode considerar-se fundamental e tornou possível a transcrição fonética satisfatória das línguas europeias.

### Alfabeto cirílico
O alfabeto glagolítico foi criado pelos missionários cristãos bizantinos Cirilo e Metódio, ou por seus discípulos, para fornecer uma base escrita para as línguas eslavas. Baseado principalmente no alfabeto grego e, para os sons não helênicos, no glagolítico, o cirílico é ainda hoje usado por boa parte das línguas eslavas, bem como por diversas línguas não eslavas faladas no território correspondente à antiga União Soviética.

### Alfabeto glagolítico
O alfabeto glagolítico foi criado pelos missionários cristãos bizantinos Cirilo e Metódio para fornecer uma base escrita para as línguas eslavas. Hoje em dia não é mais usado, tendo sido suplantado pelo alfabeto cirílico.

### Alfabeto hangul
Criado pelo Rei Sejong e implantado em 1446, é o alfabeto utilizado na Língua coreana e foi criado para substituir os Hanjas (logogramas advindos da China). Apesar de se parecer com um sistema de escrita silabário, consiste em blocos silábicos que unem letras individuais de acordo com a forma de cada uma delas.

## Escritas não alfabéticas
Existem diversos outros sistemas de escrita que, por não representarem os fonemas das palavras, não são chamados de alfabetos. Dentre eles, podemos citar:
- Abjads ou consonantários: sistemas em que apenas as consoantes de uma palavra são representadas como símbolos escritos, enquanto as vogais são pressupostas ou indicadas com diacríticos. Entre os exemplos mais notáveis, temos os abjads árabe, hebraico e siríaco.
- Abugidas ou alfassilabários: sistemas em que os símbolos principais são consoantes e alguns traços modificadores são adicionados para marcar, adicionar ou suprimir vogais. Um exemplo é a escrita devanagari.
- Silabários: sistemas de escrita em que o símbolo básico indica sílabas, como o katakana, hiragana e a escrita etíope.
- Logogramas: sistemas em que os símbolos denotam imagens ou ideias abstratas, em vez de sons da língua. Exemplos são a escrita chinesa e os hieroglifos egípcios.